# Flagge der Qing-Dynastie (1889–1912)
Die Flagge der Qing-Dynastie, auch Gelbe Drachenflagge, chinesisch 黄龙旗, war die National- und Seeflagge des Kaiserreichs China von 1889 bis 1912. Sie zeigt den Blauen Drachen auf rechteckigem gelbem Feld, ausgerichtet auf eine rote Perle in der oberen linken Ecke.

## Geschichte
Die rechteckige Flagge wurde 1889, im 15. Regierungsjahr von Kaiser Guangxu, auf Betreiben des chinesischen Staatsmanns Li Hongzhang durch Entscheidung der Regentin Cixi eingeführt, um die zuvor genutzte dreieckige Flagge an das international gebräuchliche rechteckige Flaggenformat anzupassen. Diese Flagge basierte entwurflich auf dem Gelben Banner, einem „oberen“ der Acht Banner, die von dem jurchischen Stammesfürsten Nurhaci im 17. Jahrhundert eingeführt worden waren, ursprünglich Stammeszugehörigkeiten der Mandschu symbolisiert hatten und dann Zeichen von Militär- und Verwaltungseinheiten geworden waren.  

Dreieckige Flagge der Qing-Dynastie (1862–1889)

Die Flaggenelemente sind tief in chinesischer Symbolik, Mythologie und Philosophie verwurzelt. Der chinesische Drache – Long – ist ein altes Symbol Chinas und steht für den „himmlisch“ legitimierten und umfassenden Herrschaftsanspruch des chinesischen Kaisers: Tianxia. Als Blauer Drache, einem Siling und Symbol der chinesischen Sternenkonstellationen und Astrologie, repräsentiert er auch den Frühling und den Osten. Ausgeprägt als Drache mit fünf Krallen wurde er das Symbol der Qing-Dynastie und war dem Kaiser als Hoheitszeichen vorbehalten. Das gelbe Feld repräsentiert ebenfalls das chinesische Kaisertum, außerdem die Erde und die Mitte. Die rote Perle, auf die der Drache fixiert ist, stellt eine „flammende Perle“ dar. Häufig, in der chinesischen Kultur fast obligatorisch, werden beide Symbole aufeinander bezogen dargestellt. Die Perle symbolisiert einerseits den Mond und das Yin, andererseits Blitz und Donner, und gilt als Kraft der Weisheit, Perfektion, Reinheit und Unschuld, die dem Menschen Erleuchtung und göttliche Gnade spendet.